# Ottar z Halogalandii
Ottar z Halogalandii – wódz wikingów z końca IX wieku. Zamieszkiwał okolice dzisiejszego Tromsø, najprawdopodobniej wyspę Bjarkøy. Około roku 890 przebywał na dworze króla Wessexu Alfreda Wielkiego. Podczas tego pobytu zdał mu relację z życia w swoim kraju. Opis ten został włączony do anglosaskiej wersji dzieła Orozjusza Siedem ksiąg historii przeciwko poganom (łac.: Historiarum libri VII adversus paganos) z V wieku.
Wedle opisu, podstawą jego bogactwa były stada oswojonych reniferów (600 sztuk) oraz daniny płacone przez Lapończyków w postaci skór zwierzęcych, piór ptasich, kości wielorybów, kłów morsów oraz rzemieni. On i jego ludzie również polowali na wieloryby i w pogoni za nimi dotarli aż do Morza Białego. Ze swoimi towarami podróżował do położonego na południu Norwegii ośrodka handlowego Kaupang, co zajmowało miesiąc (z cumowaniami na noc) oraz duńskiego Hedeby.